# Amy Millar
Amy Millar (Ottawa, 14 de febrero de 1977) es una jinete canadiense que compite en la modalidad de salto ecuestre. Es hija del jinete Ian Millar.
En los Juegos Panamericanos de 2023 obtuvo una medalla de plata en la prueba por equipos. Participó en los Juegos Olímpicos de Río de Janeiro 2016, ocupando el cuarto lugar en la misma prueba.

## Palmarés internacional
| Juegos Panamericanos | Juegos Panamericanos | Juegos Panamericanos | Juegos Panamericanos |
| Año                  | Lugar                | Medalla              | Categoría            |
| -------------------- | -------------------- | -------------------- | -------------------- |
| 2023                 | Santiago (Chile)     | Medalla de plata     | Por equipos          |